# 沖縄に行きませんか
「沖縄に行きませんか」（おきなわにいきませんか）は、サーターアンダギーの2枚目のシングル。2010年5月26日に発売された。

## 解説
- 前作「ヤンバルクイナが飛んだ」から約3ヵ月後のシングルで、『クイズ!ヘキサゴンII』発の17枚目のシングルである[1]。初回限定盤と通常盤の2種形態での発売（CD・DVDの収録内容に違いはない）。
- 編曲に沖縄音楽の要素を取り入れるなど、前作以上に沖縄色を前面に出した楽曲。前作同様に歌詞の中に沖縄の方言が入っているほか、「八重山」「波照間」「ソーキそば」などの沖縄に関連した単語が入っている。
- ミュージックビデオは沖縄の海岸や「おきなわワールド 琉球王国城下町[2]」などで撮影された。『ヘキサゴンII』発の楽曲で全編ロケーション撮影によるミュージックビデオが発表されるのは初となる。
- 新選組リアンによるバージョンがアルバム『上京物語』に収録されている。また、同アルバムには同曲と歌詞・編曲が異なる「京都に行きませんか」という楽曲が収録されている。

## 収録曲

### CD
1. 沖縄に行きませんか
作詞：カシアス島田、作曲：リョータ、編曲：斎藤文護・岩室晶子
2. 真夏の天使
作詞：カシアス島田、作曲：リョータ、編曲：斎藤文護・岩室晶子
3. 沖縄に行きませんか （カラオケ）
4. 真夏の天使 （カラオケ）

### DVD
1. 「沖縄に行きませんか」ミュージックビデオ
2. 「沖縄に行きませんか」振り付け映像（マルチアングル）
3. スペシャルアニメ「サーターアンダギー星のすてきな仲間たち」

## 初回特典
- トレーディングカード1種（全12種類）
- 全国イベント握手会参加券（大阪、愛知、神奈川）